# Puntate di In nome del cielo
Le sette puntate della miniserie televisiva In nome del cielo (Under the Banner of Heaven) sono state distribuite in prima visione assoluta negli Stati Uniti d'America sulla piattaforma streaming FX on Hulu dal 28 aprile al 2 giugno 2022.
In Italia sono state pubblicate sul servizio di streaming on demand Disney+ il 31 agosto 2022.
| nº | Titolo originale      | Titolo italiano        | Pubblicazione USA | Pubblicazione Italia |
| -- | --------------------- | ---------------------- | ----------------- | -------------------- |
| 1  | When God Was Love     | Quando Dio era amore   | 28 aprile 2022    | 31 agosto 2022       |
| 2  | Rightful Place        | Il giusto collocamento | 28 aprile 2022    | 31 agosto 2022       |
| 3  | Surrender             | La resa                | 5 maggio 2022     | 31 agosto 2022       |
| 4  | Church and State      | Chiesa e stato         | 12 maggio 2022    | 31 agosto 2022       |
| 5  | One Mighty and Strong | Un potente e forte     | 19 maggio 2022    | 31 agosto 2022       |
| 6  | Revelation            | La rivelazione         | 26 maggio 2022    | 31 agosto 2022       |
| 7  | Blood Atonement       | Sacrificio di sangue   | 2 giugno 2022     | 31 agosto 2022       |

## Quando Dio era amore
- Titolo originale: When God Was Love
- Diretta da: David Mackenzie
- Scritta da: Dustin Lance Black

## Il giusto collocamento
- Titolo originale: Rightful Place
- Diretta da: David Mackenzie
- Scritta da: Dustin Lance Black

## La resa
- Titolo originale: Surrender
- Diretta da: Courtney Hunt
- Scritta da: Dustin Lance Black

## Chiesa e stato
- Titolo originale: Church and State
- Diretta da: Courtney Hunt
- Scritta da: Gina Welch

## Un potente e forte
- Titolo originale: One Mighty and Strong
- Diretta da: Dustin Lance Black
- Scritta da: Brandon Boyce

## La rivelazione
- Titolo originale: Revelation
- Diretta da: Isabel Sandoval
- Scritta da: Gina Welch

## Sacrificio di sangue
- Titolo originale: Blood Atonement
- Diretta da: Thomas Schlamme
- Scritta da: Brandon Boyce e Dustin Lance Black